# Spermacoce kirkii
Spermacoce kirkii là một loài thực vật có hoa trong họ Thiến thảo. Loài này được (Hiern) Verdc. miêu tả khoa học đầu tiên năm 1975.